# Ichikawa Danjūrō IX
Ichikawa Danjūrō IX est un nom japonais traditionnel ; le nom de famille (ou le nom d'école), Ichikawa, précède donc le prénom (ou le nom d'artiste).
Ichikawa Danjūrō IX (九代目 市川 團十郎, Kudaime Ichikawa Danjūrō), né le 29 novembre 1838 et mort le 13 septembre 1903, est l'un des plus fameux acteurs kabuki de l'ère Meiji (1868-1912).
Neuvième dans la lignée d'acteurs portant le nom Ichikawa Danjūrō et représenté sur d'innombrables yakusha-e (estampes d'acteur) du genre ukiyo-e, il est largement crédité du maintien d'un kabuki dynamique et solide tandis que le Japon lutte avec la modernisation et l'occidentalisation dans la seconde moitié du XIXe siècle.
Selon un spécialiste,

« Ichikawa Danjūrō, le neuvième, a été le porte-flambeau du kabuki pendant le long règne de l'empereur Mutsuhito appelé l'ère Meiji qui a duré pendant quarante-cinq ans (1868-1912). Danjūrō, le neuvième, a été le pont qui enjambait le golfe soudain qui bâillait entre le passé traditionnel et le monde moderne incertain et changeant. Il peut être considéré comme le sauveur du kabuki au cours d'une période où il aurait fait naufrage s'il n'y avait pas eu un homme de génie à la barre pour guider le métier à travers les eaux troubles. »

## Noms
Comme la plupart des acteurs kabuki, Danjūrō IX porte différents noms de scène tout au long de sa carrière. « Ichikawa Danjūrō » est traditionnellement un nom obtenu à l'apogée d'une carrière et porté jusqu'à la retraite. Avant de se voir accorder ce nom, il était connu comme Kawarasaki Sanshō, Kawarasaki Gonnosuke VII, Kawarasaki Gonjūrō I, Kawarasaki Chōjūrō III et Ichikawa Jukai II.

## Lignée
Cinquième fils d'Ichikawa Danjūrō VII, Danjūrō est un descendant direct du premier à porter le nom « Ichikawa Danjūrō ». Il a six frères dans le monde du kabuki : Danjūrō VIII, Ichikawa Ebizō VII, Ichikawa Ebizō VII, Ichikawa Komazō VI, Ichikawa Saruzō I et Ichikawa Kōzō. Adopté dans sa jeunesse par Kawarazaki Gonnosuke VI, il est le beau-père d'Ichikawa Danjūrō X. Danjuro a deux filles, Ichikawa Suisen II et Ichikawa Kyokubai II ainsi qu'une petite-fille, Ichikawa Suisen III. Bien qu'il soit interdit aux femmes de se produire au kabuki, elles participent à la vie du théâtre, interprètent des rôles très mineurs ou sont machinistes.

## Carrière
Né en 1838 dans le quartier Sakai d'Edo, cinquième fils d'Ichikawa Danjūrō VII de parents qui ne sont pas légalement mariés, il est adopté par Kawarasaki Gonnosuke VI, directeur du Kawarazaki-za où il commence sa carrière d'acteur. Ses débuts ont lieu en janvier 1845 à l'âge de sept ans sous le nom Kawarasaki Chōjūrō III. Un peu plus de dix ans plus tard, en octobre 1855, le Kawarasaki-za et la plus grande partie de la ville d'Edo sont détruits par le séisme d'Ansei. À présent connu sous le nom Kawarasaki Gonjūrō I, l'acteur commence à jouer au Ichimura-za où il interprète Benkei pour la première fois en juillet 1859, quelques mois après la mort de son père biologique.
Gonjūrō se produit au Ichimura-za pendant de nombreuses années. En septembre 1868, son père adoptif est tué par un voleur. Gonjūrō devient chef (zagashira) du théâtre l'année suivante sous le nom de son père assassiné pour être désormais connu sous le nom Kawarasaki Gonnosuke VII. PLus tard cette même année, Gonnosuke interprète le rôle principal de Katō Kiyomasa dans Momoyama monogatari. Cette pièce est un précoce prédécesseur d'une forme expérimentale qui sera appelée katsureki (活歴). Gonnosuke cherche plus tard à développer et populariser les pièces katsureki qui visent à reproduire les événements historiques de la façon la plus précise que possible. En 1874, Gonnosuke, à présent appelé Kawarasaki Sanshō, commence à gérer le théâtre et se produit une fois de plus sur la scène du Kawarasaki-za maintenant reconstruit. Lors de la cérémonie de réouverture, ou peut-être peu de temps après, il prend le respecté nom Ichikawa Danjūrō IX qui n'a pas été porté pendant vingt ans. Cependant, Danjūrō abandonne les tâches de gestion l'année suivante et effectue des tournées pendant six ans dans les provinces de Kozuke et Shimotsuke.

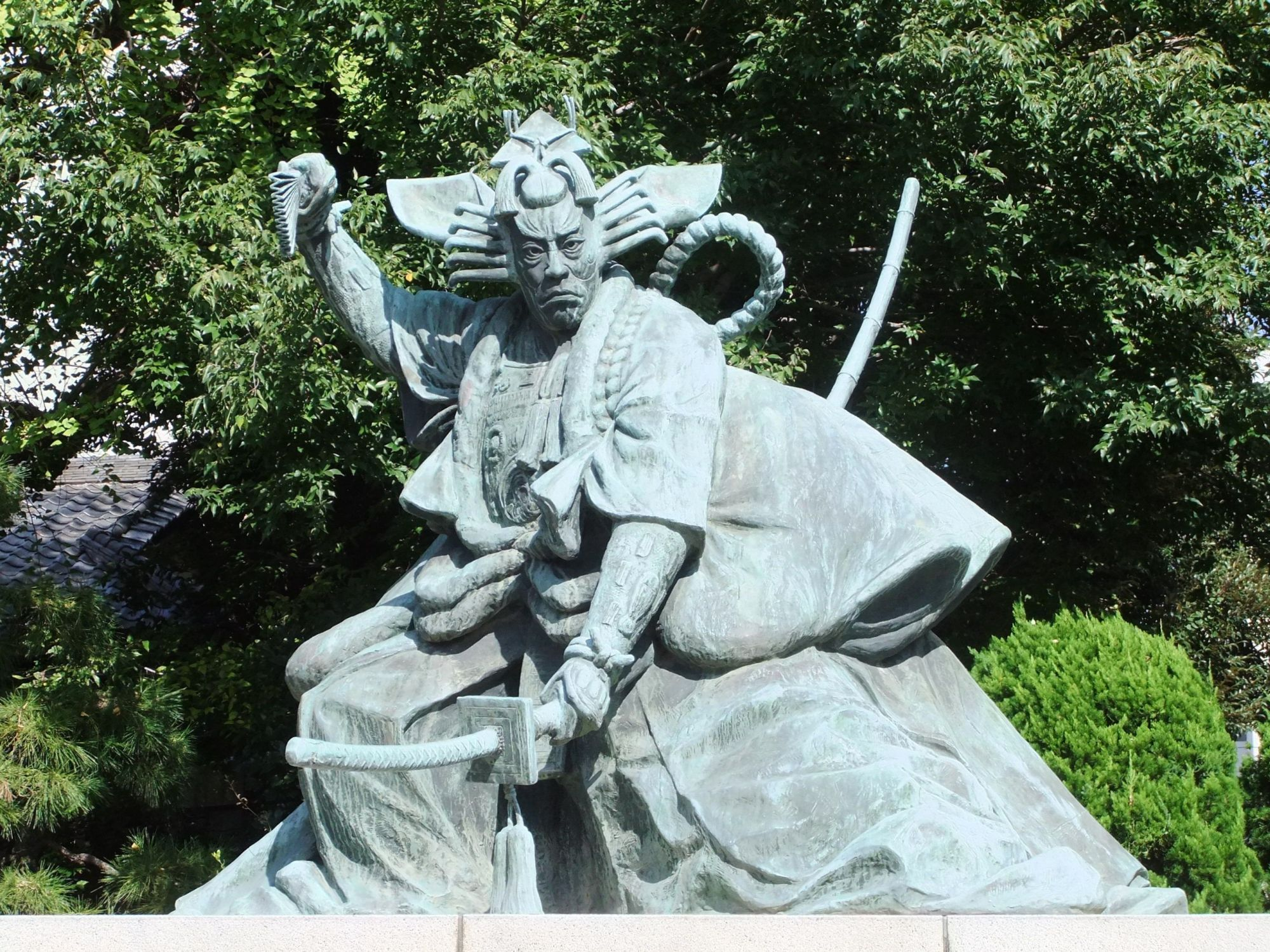
Statue d'Ichikawa Danjuro IX au Sensō-ji

Il revient à Edo (moderne Tokyo) en 1881 et se produit en présence de l'empereur Meiji au siège du Ministère des Affaires étrangères, en compagnie des célèbres acteurs Onoe Kikugorō V et Ichikawa Sadanji I en avril 1887. Deux ans plus tard, en novembre 1889, il devient zagashira (directeur) du Kabuki-za nouvellement inauguré qui est de nos jours le principal théâtre de kabuki au Japon. Incontestablement l'un des meilleurs acteurs de son époque, Danjūrō joue dans les premières de nombreuses pièces de théâtre au Kabuki-za et prend part à un certain nombre d'autres événements. Au cours de cette période, ses filles paraissent sur scène comme kuroko (machinistes) et dans des rôles très secondaires. En 1893, il se produit lors des grandes cérémonies organisées pour l'inauguration du Meiji-za.
Avec Onoe Kikugorō V, il est très probablement le premier acteur de kabuki à apparaître dans un film, Momijigari réalisé en 1899. Danjūrō, qui n'éprouve que du mépris pour le cinéma, est finalement convaincu  qu'un film d'une de ses représentations serait un cadeau à la postérité. Il accepte d'être filmé à la seule condition que personne ne verrait le film avant sa mort. La pièce est filmée par Shibata Tsunekichi en plein air par un jour de vent et Danjūrō n'a droit qu'à une prise.
Danjūrō interprète Benkei pour la dernière fois en avril 1899 et fait sa dernière apparition sur scène en mai 1903. Il meurt à Tokyo en septembre de cette année.
Danjūrō a de nombreux élèves dont Ichikawa Monnosuke VI, Ichikawa Chūsha VII, Ichikawa Shinzō V, Ichikawa Gangyoku II, Ichikawa Raizō V, Ichikawa Gonjūrō, Ichikawa Sumizō V, Ichikawa Dan'emon I, Ichikawa Dan'emon II, Ichikawa Shōzō III, Ichikawa Shinjūrō II, Ichikawa Shinjūrô III et Ichikawa Danshirō II.

## Voir aussi

Emblème (mon) de la famille Ichikawa

## Source de la traduction
- (en) Cet article est partiellement ou en totalité issu de l’article de Wikipédia en anglais intitulé « Ichikawa Danjūrō IX » (voir la liste des auteurs).